# Montigny-sur-Crécy
Montigny-sur-Crécy ist eine französische Gemeinde mit 299 Einwohnern (Stand: 1. Januar 2022) im Département Aisne in der Region Hauts-de-France (bis 2015: Picardie). Sie gehört zum Arrondissement Laon, zum Kanton Marle und zum Gemeindeverband Pays de la Serre.

## Geographie
Die Gemeinde Montigny-sur-Crécy liegt im Südwesten der Landschaft Thiérache, 17 Kilometer nördlich von Laon. Im Süden begrenzt die Serre das Gemeindegebiet. Nachbargemeinden von Montigny-sur-Crécy sind Pargny-les-Bois im Nordosten, Crécy-sur-Serre im Osten und Südosten, Pouilly-sur-Serre im Süden, Assis-sur-Serre im Südwesten, Mesbrecourt-Richecourt im Westen sowie La Ferté-Chevresis im Nordwesten.

## Bevölkerungsentwicklung
| Jahr                       | 1962 | 1968 | 1975 | 1982 | 1990 | 1999 | 2006 | 2013 | 2022 |
| Einwohner                  | 356  | 323  | 308  | 303  | 306  | 312  | 312  | 333  | 299  |
| Quellen: Cassini und INSEE |      |      |      |      |      |      |      |      |      |

## Sehenswürdigkeiten
- Kirche Saint-
- Wasseerurm

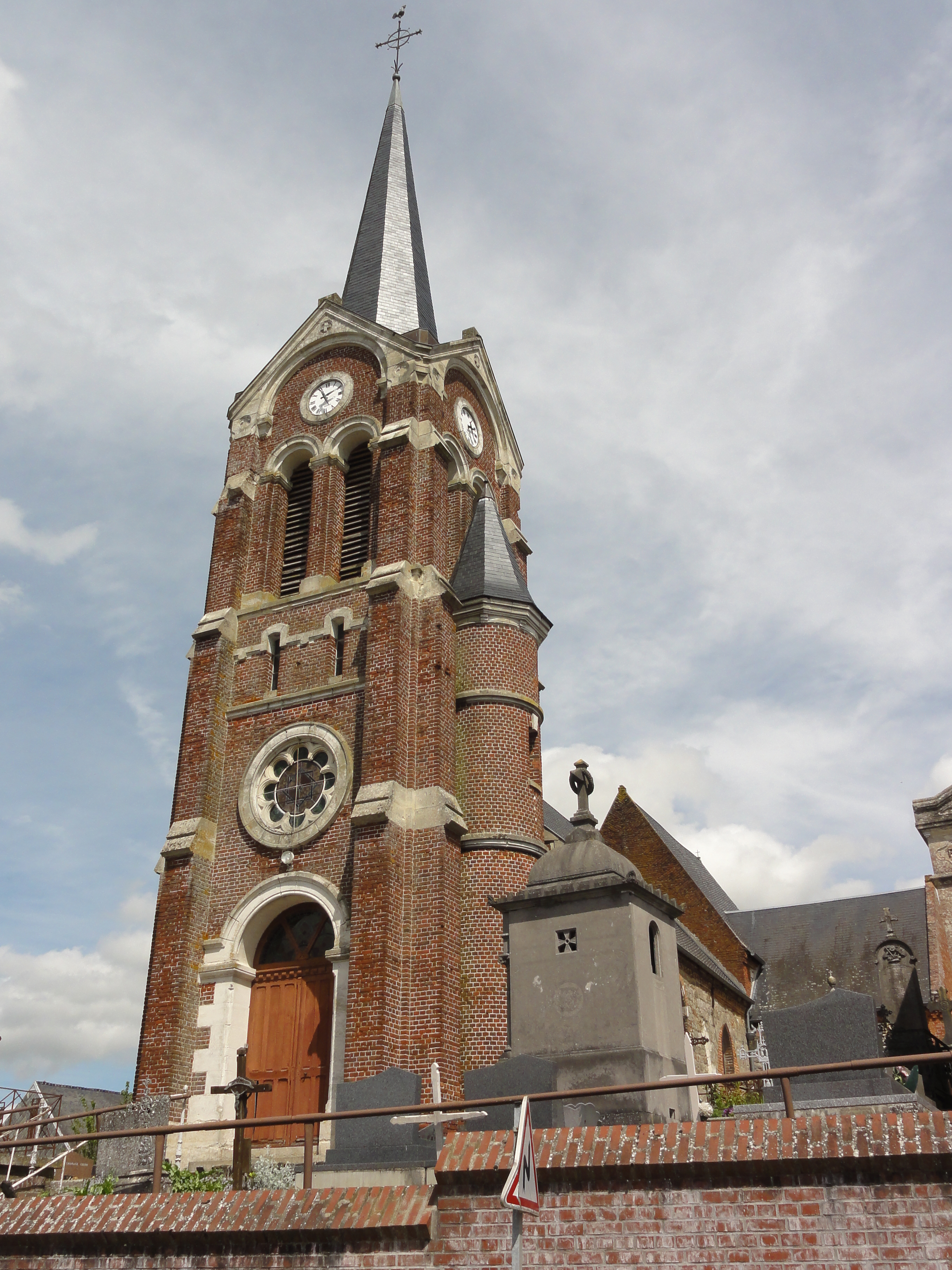
Kirche Saint-Pierre
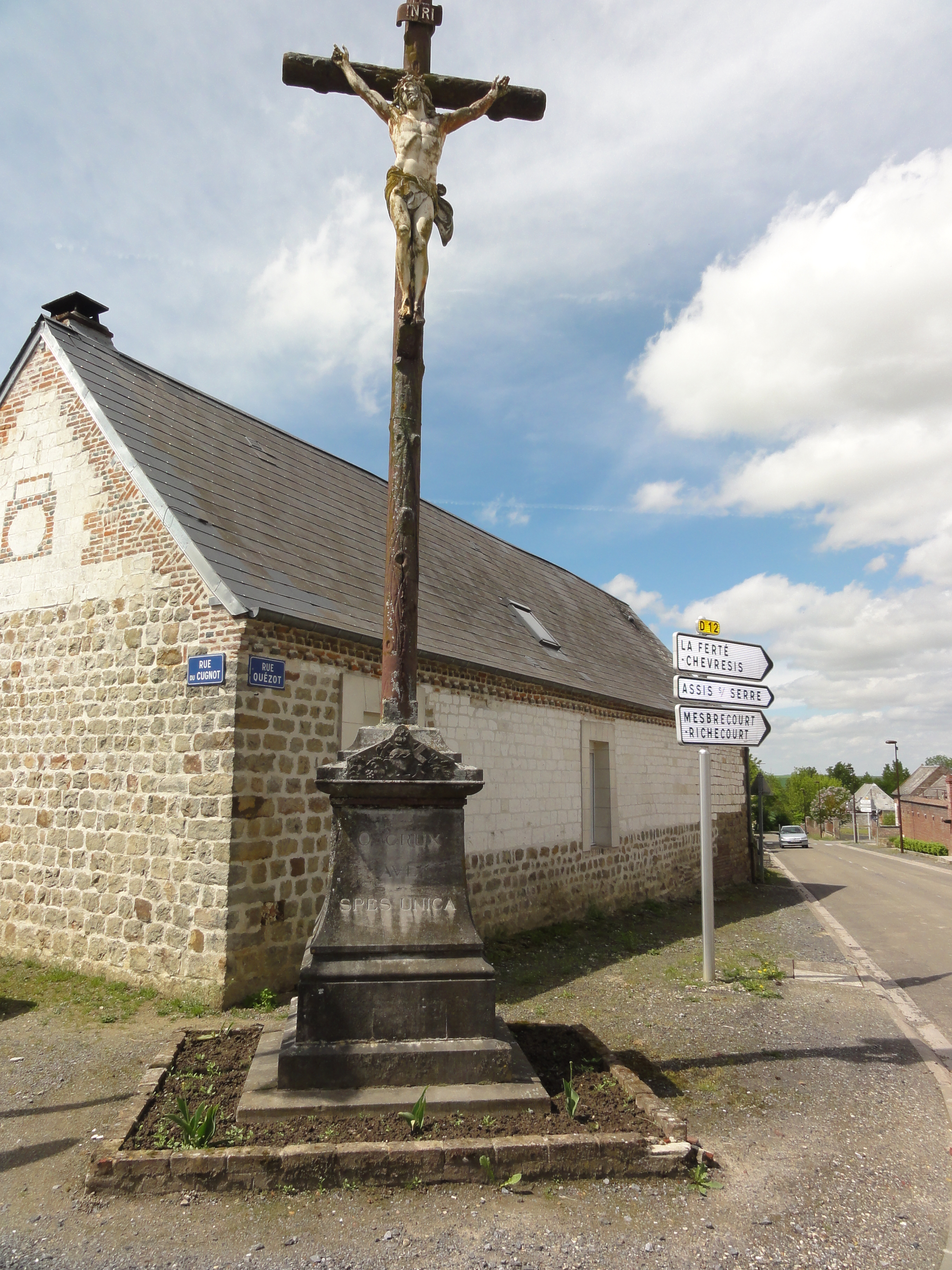
Calvaire
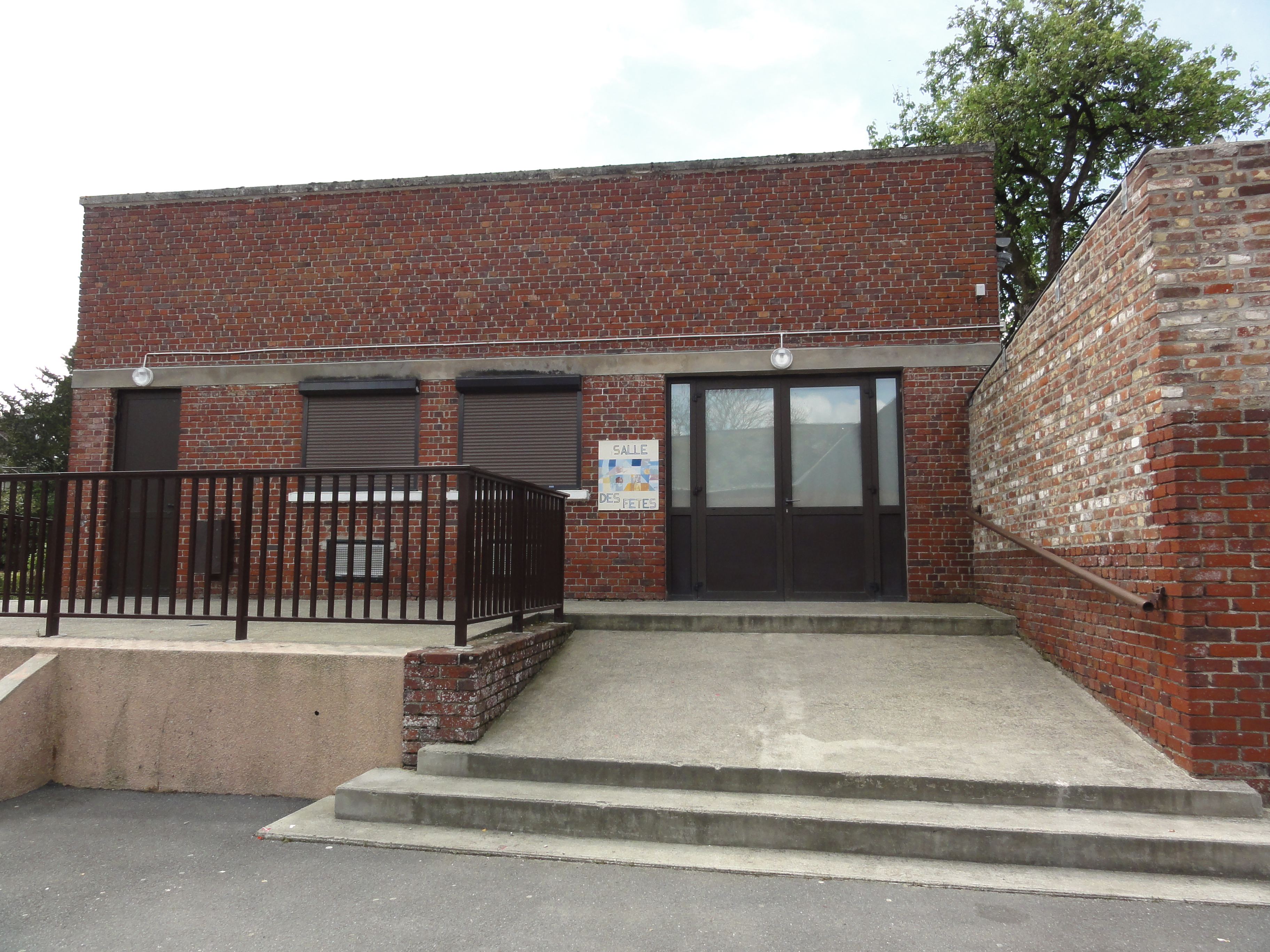
Gemeindefestsaal
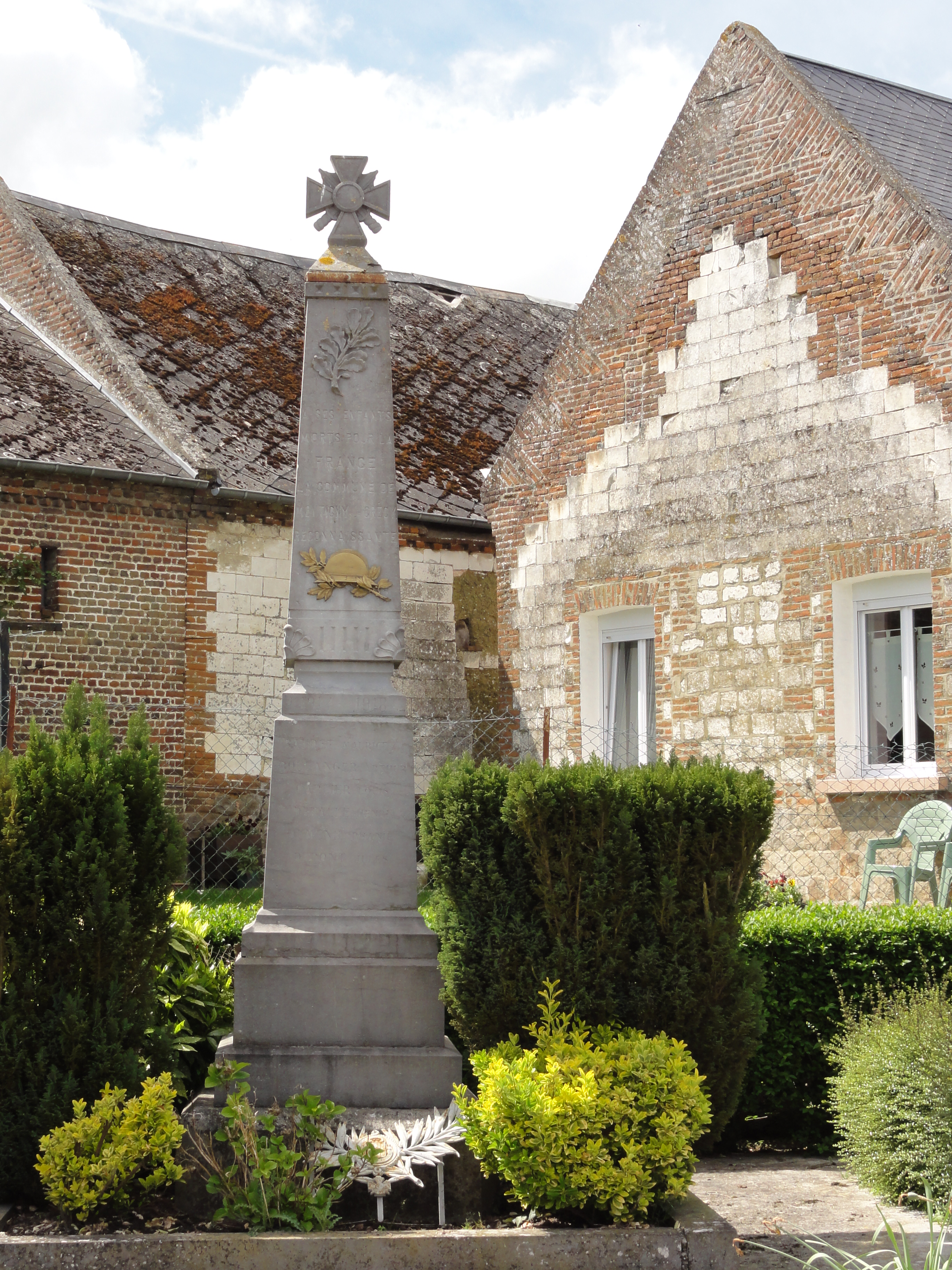
Gefallenendenkmal